# A315高速公路
A315高速公路是法国的一条高速公路，始于A4和A314互通枢纽，终于431国道枢纽，与A314高速相连。A315南北走向，又称墨西拿高速。该高速建于1984年，全长4千米，在Vantoux交与国道3号。